# Parlamentsabsolutismus
Parlamentarischer Absolutismus oder Parlamentsabsolutismus oder Absolutismus des Parlaments ist durch die Aufhebung der Gewaltenteilung gekennzeichnet. Das Parlament übt dabei nicht nur legislative Aufgaben aus, sondern bildet auch die oberste Instanz der Exekutive und der Judikative. Regierung und Gerichte erscheinen dabei als untergeordnete Instanzen des Parlaments.
Der Unterschied zwischen einer parlamentarischen Regierungsform und einem Parlamentsabsolutismus liegt darin, dass in einer parlamentarischen Regierungsform die Regierung selbständig die Regierungsgeschäfte führt und das Parlament der Regierung zwar das Vertrauen entziehen und die Regierung abwählen kann, nicht aber anstelle der Regierung im Einzelfall Regierungs- und Verwaltungsakte treffen oder in Rechtssachen Einzelentscheidungen treffen oder einzelne Gerichtsurteile annullieren kann. Historisch ist der Parlamentsabsolutismus zumeist die Fassade für die Herrschaft oligarchischer Klüngel, ein Einparteiensystem oder die Herrschaftsbestrebungen einflussreicher Parteiführer, die aus verschiedenen Gründen eine unverhüllte persönliche Diktatur nicht anstreben.

## Historische Beispiele
Als erster und deutlichster Triumph eines parlamentarischen Absolutismus gilt der Sieg des englischen Parlaments im Bürgerkrieg gegen König Karl I. bzw. in der Glorious Revolution gegen dessen Sohn Jakob II. Hatte zunächst noch Oliver Cromwell als unumschränkter Commonwealth-Regent auch das Parlament unter Kontrolle, so festigte nach der Glorreichen Revolution das Parlament seine Position gegenüber dem konstitutionellen Monarchen, der 1720 letztmals sein Veto im Parlament eingelegt hatte und überstimmt worden war.
Kritik an der Allmacht des Parlaments bzw. an seinem dominierenden Einfluss auf die Regierung wurde allerdings erst im Zusammenhang mit der Dominanz der Jakobiner und Sansculotten während der Französischen Revolution thematisiert.
Ein oft angeführtes Beispiel der Neuzeit ist der Parlamentsabsolutismus in der Türkei bzw. im Osmanischen Reich zwischen 1919 und 1923. Die Regierung der Jungtürken war nach der Niederlage im Ersten Weltkrieg 1918 zusammengebrochen und untergetaucht, der von ihnen gestürzte Sultan im selben Jahr, ebenso starb dessen von den Jungtürken eingesetzter Nachfolger. Der neue Sultan, ein Bruder beider Vorgänger, befand sich mehr oder weniger in alliierter Gefangenschaft in der besetzten Hauptstadt Istanbul. Das letzte osmanische Parlament wurde von den Briten aufgelöst und nach Malta deportiert. In Ankara erklärten sich 1919 stattdessen nationalistische Anhänger des aufständischen Generals Mustafa Kemal (Atatürk) zur Großen Nationalversammlung, Kemal wurde Vorsitzender des Verteidigungskomitees und somit bis 1921 faktisch Regierungschef, siehe auch Türkischer Befreiungskrieg. Alle Staatsgewalt, auch die Exekutive, lag in dieser Zwischenzeit in der Hand des Parlaments und seines Vorsitzenden. Nach dem Sturz des Sultans 1922 wurde Kemal auch offiziell Parlamentspräsident und 1923 Präsident der Republik, der im Parlament seinen Willen durchsetzte.

## Gegengewicht
Das eigentliche Gegengewicht ist aber nicht die verfassungsrechtliche Macht des Staatsoberhauptes, der in einer parlamentarischen Republik oder parlamentarischen Monarchie ohnehin nur die Rolle der Repräsentative spielt. Vielmehr wird die Allmacht des Parlaments durch die tatsächliche Macht des Regierungschefs eingeschränkt. Fraktionszwang, Fraktionsvorsitz bzw. Parteivorsitz sowie die Personalunion von Amt und Mandat spielen eine Schlüsselrolle.
Ist der Regierungschef zugleich Fraktionsvorsitzender oder Parteivorsitzender jener Regierungspartei, die eine Mehrheit im Parlament hält, kann er durch sein persönliches Gewicht die Abgeordneten seiner Partei durch Fraktionszwang oder Fraktionsdisziplin zur Unterordnung unter die Parteibeschlüsse zwingen. Nicht nur in Großbritannien oder Deutschland basiert das Zusammenspiel zwischen Regierung und Parlament auf derartigen Personalunionen und funktioniert seit Jahrzehnten auf diese Weise.
In nahezu allen modernen Demokratien westlicher Prägung ist die Parlamentsmehrheit deshalb heute längst Teil, zumindest aber Alliierter der Regierung. Dadurch wird die Rolle des Parlaments als Gegengewicht zur Regierung teilweise aufgehoben, ja die gesamte, im 19. Jahrhundert erkämpfte Gewaltenteilung an sich ungleich beeinflusst. Faktisch allein der oppositionellen Minderheit im Parlament kommt somit noch dessen ursprüngliche Aufgabe einer Kontrolle der Regierung zu.